# Pierre-Joseph D'Avoine
Pour les articles homonymes, voir Fromental et D'Avoine.
Pierre-Joseph D'Avoine (né à Anvers, le 23 février 1803, mort à Malines, le 30 mars 1854) est un médecin, botaniste et polygraphe belge.

## Biographie
Diplômé en médecine de l'université de Gand en 1829, Pierre-Joseph D'Avoine poursuit sa formation à Paris auprès de François Broussais, puis l'abandonne pour suivre l'enseignement de Joseph Récamier. De retour en Belgique, il s'installe à Malines comme médecin, tout en s'adonnant à la botanique, à l'horticulture, à l'arboriculture, à l'histoire et à des travaux biographiques.
En 1838, il est cofondateur de la Société royale d’horticulture de Malines et du jardin botanique de cette ville. En 1841, il devient le premier président de la Société des sciences médicales et naturelles de Malines.
Il publie divers travaux de médecine, rédige les notices biographiques de célèbres médecins belges, parmi lesquels Joachim Roelants, Thomas de Rye, Jean Storms, Jean-Corneille Jacobs et Charles van Bouchaute, ainsi qu'un Essai sur Marguerite d'Autriche et deux opuscules consacrés à Rembert Dodoens dont il est un fervent admirateur. C'est à son initiative que la statue de Dodoens fut érigée dans le jardin botanique de Malines en 1862.

## Œuvres
Médecine
- De Præcipuis peritonæi morbis, Antv., 1829.
- Discours sur l’utilité des associations médicales, Malines, 1842.
- Observation d’hydropisie arscite avec tumeur carcinomateuse, Malines, 1846.
- Observations d’asthme idiopathique, Malines, 1849.
- Lettre adressée à l’Académie d’archéologie de Belgique sur les illustrations médicales belges, Anvers, 1850.

Histoire
- Diverses notices biographiques publiées dans les Annales de la Société des sciences médicales et naturelles de Malines entre 1846 et 1851.
- Essai sur Marguerite d'Autriche, Anvers, 1849.
- Éloge de Rembert Dodoens, Malines, 1849.

Botanique
- Concordance des espèces végétales décrites et figurées par R. Dodoens, avec les noms que Linné et les auteurs modernes leur ont donnés (avec Charles Morren), Malines, 1850.

## Sources
- Eugène Coemans, Avoine, Pierre-Joseph D’. Dans : Biographie nationale de Belgique, Bruxelles, Académie Royale de Belgique, 1866, p. 565-568.